# Kamov Ka-29
Kamov Ka-29 (v kódu NATO: Helix-B) je sovětský vrtulník včasné výstrahy a řízení, odvozený z typu Kamov Ka-27. Je určen pro zabezpečení výsadku námořní pěchoty z lodí a případnou palebnou podporu.

## Vznik a vývoj
Počátkem 70. let 20. století chtěl Sovětský svaz zvýšit potenciál své námořní pěchoty vybudováním větších výsadkových lodí a speciálních transportních vrtulníků schopných operovat z paluby těchto lodí. Vývojem nového dopravního vrtulníku se v roce 1973 začala zabývat konstrukční kancelář Kamov. Ta získala první zkušenosti s navrhováním bojového vrtulníku již koncem 60. let, kdy přišla s konceptem Ka-25F vybaveného podvozkem s ližinami. Výzbroj tohoto stroje se měla skládat z pohyblivého kanónu ráže 23 mm, ze šesti bloků neřízených raket UB-16, šesti protitankových raket Falanga a pum různé ráže. Přestože v soutěži o nový bojový vrtulník nakonec zvítězil projekt konstrukční kanceláře Mil (Mi-24), pracovníci Kamova získali při tvorbě návrhu bohaté zkušenosti.
První let Ka-29 se uskutečnil v červenci 1976 a státní zkoušky tohoto stroje byly úspěšně završeny v roce 1979. Přesto se sériová výroba rozběhla až v roce 1984 a probíhala do roku 1991. Kromě 3 prototypů vzniklo dalších 59 sériově vyrobených strojů.
Prvními nosiči Ka-29 se staly výsadkové lodě projektu 1174 (Ivan Rogov, Alexandr Nikolajev a Mitrofan Moskalenko), které měly na palubě dva heliporty a každé plavidlo vezlo čtyři tyto vrtulníky. Poslední z těchto lodí (Ivan Rogov) byla vyřazena z provozu v roce 2002.
Od té doby vzlétají vrtulníky jen z paluby jediné ruské letadlové lodi Admiral Kuzněcov. Na palubě tohoto plavidla se zúčastnily i bojů proti Islámskému státu v Sýrii. V srpnu 2016 však proběhlo testování Ka-29 i na palubě výsadkové lodi Ivan Gren (projekt 11711).

## Konstrukce

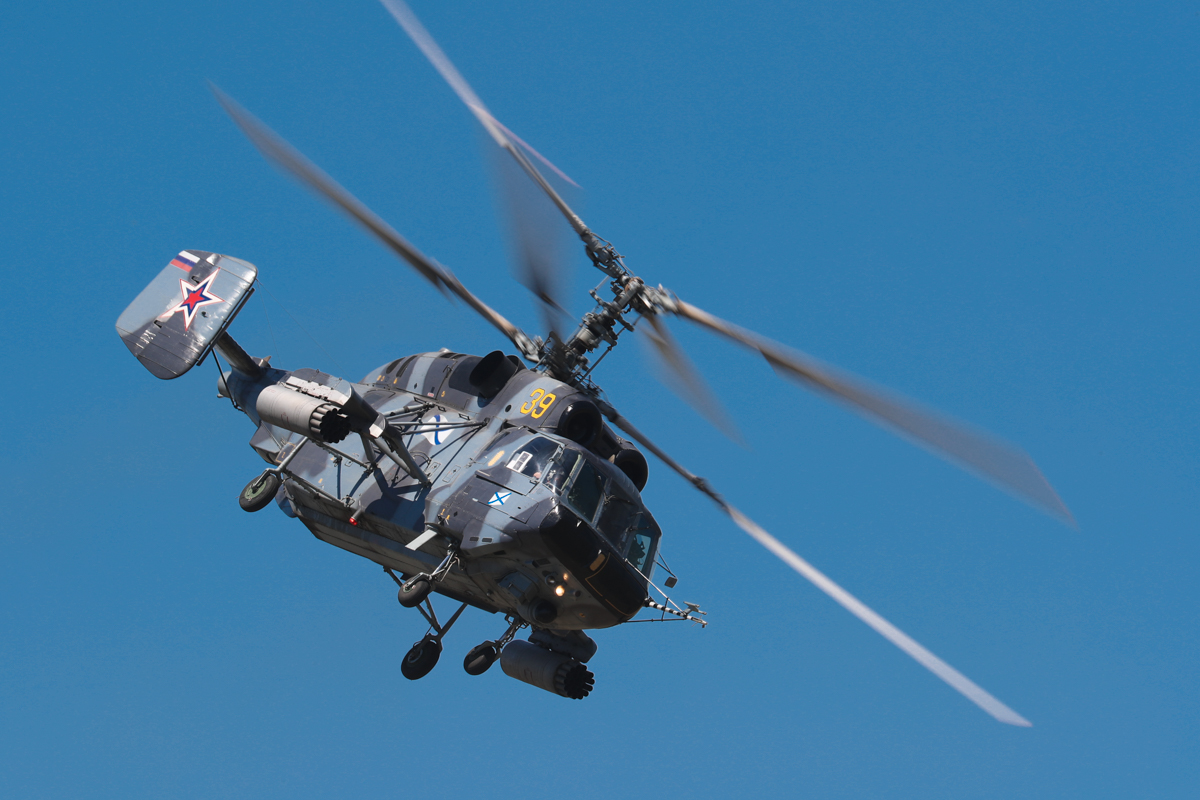
Ruský Ka-29 na Mezinárodních armádních hrách 2018

Ka-29 je palubní vrtulník, který byl vyvinut na bázi protiponorkového vrtulníku Ka-27. Oba typy sdílejí stejný reduktor, pohonnou jednotku, hlavní část trupu, podvozek, systém řízení, hydraulické, energetické a palivové systémy, pilotní a navigační systémy. V Ka-29 jsou navíc nainstalované rádiové systémy ARK-UD a Eukalypt, určené ke komunikaci s pozemními silami.
Posádka vrtulníku se skládá z pilota a operátora, kteří sedí vedle sebe. Operátor je odpovědný za navigaci vrtulníku a obsluhu zbraní, jako jsou protitankové naváděné rakety a pohyblivý kulomet. Kabina posádky je v porovnání s Ka-27 rozšířena o 500 mm a je chráněna pancéřováním s balistickou odolností do ráže 7,62 mm. Celková hmotnost pancíře na vrtulníku je 350 kg.
Pohon stroje zajišťují dva motory TV3-117VK, každý o tahu 1 660 koňských sil. K-29 má cestovní rychlost 230 km/h a dolet 800 km. Palivové nádrže jsou naplněny polyuretanovou pěnou, aby se v případě zásahu zabránilo explozi a jsou pokryty vrstvou samonapínací gumy, která zas brání úniku paliva. Systém koaxiálních rotorů umožnil snížit vibrace vrtulníku, což mimo jiné vedlo k dosažení vyšší přesnosti při zaměřování cíle. Díky tomuto systému měl Ka-29 lepší manévrovatelnost a dostup než další sovětský transportní bojový vrtulník Mi-24. Jeho statický dostup je 3700 m, zatímco Mi-24 s jedním hlavním rotorem a malým ocasním rotorem dokázal být ve visu maximálně do výšky 2 000 m.
Transportní kabina Ka-29 má rozměry 4,52 × 1,3 × 1,29 m. Vrtulník v ní dokáže přepravit až 16 výsadkářů, přičemž v případě převozu raněných se do vrtulníku vejde spolu s ošetřovatelem 6 sedících pacientů a 4 na nosítkách. Ka-29 může v kabině přepravovat náklad o hmotnosti do 2 000 kg nebo na vnějším závěsu náklady velkých rozměrů s hmotností do 4 000 kg. Vrtulník může být vybaven 300 kg záchranným navijákem.
Výzbroj Ka-29 se skládá ze čtyřhlavňového rotačního kulometu 9А622 ráže 7,62 mm a kanónu 2А42 ráže 30 mm. Pozemní cíle však může ničit i neřízenými raketami nebo naváděnými střelami kompletu 9К113 Šturm-V.
Vrtulník má speciálně navržený podvozek na přistání a vzlet na kývající se palubě lodi. Listy rotoru se dají sklopit, aby se Ka-29 snadněji přepravoval ve stísněných prostorách lodí.

## Nehody
- 19. března 1987 zavadil vrtulník sovětského námořnictva při vzletu čepelí o lodní anténu, v důsledku čehož ztratil pilot nad strojem kontrolu a ten se zřítil do vody. Posádka nehodu nepřežila.

- 12. dubna 2018 havaroval během nočního zkušebního letu v Baltském moři další ruský Ka-29. Oba členové posádky zahynuli.[4]

## Uživatelé
Seznam provozovatelů.
 Rovníková Guinea

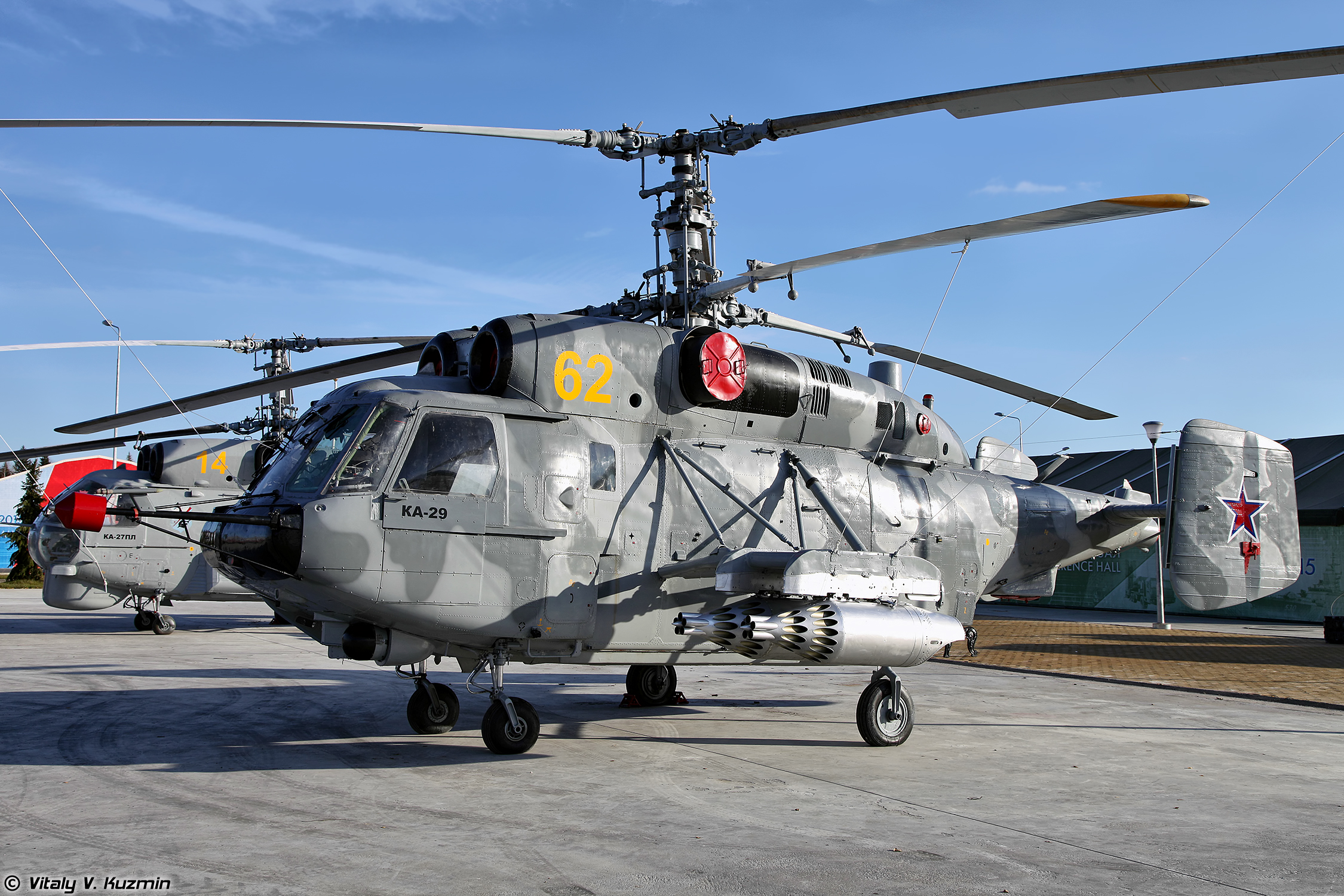
Ka-29

- letectvo Rovníkové Guineji - k prosinci 2018 disponovalo 1 vrtulníkem Ka-29.

 Rusko
- Ruské námořní letectvo - k prosinci 2018 disponovalo 10 vrtulníky Ka-29.

 Ukrajina
- Ukrajinské námořní letectvo - k prosinci 2018 disponovalo 4 vrtulníky Ka-29.

## Specifikace

### Technické údaje
- Posádka: 2
- Nosnost: 16 vojáků nebo 4 nosítka s pacienty a 6 sedících raněných vojáků, resp. 2000 kg materiálu interně nebo 4000 kg v podvěsu
- Délka trupu: 11,6 m
- Průměr rotoru: 15,9 m
- Výška: 5,4 m
- Vzletová hmotnost: 11 000 kg
- Max. vzletová hmotnost 11 500 kg
- Pohonná jednotka: 2 × turbohřídelový motor Klimov TV3-117VK
- Výkon pohonné jednotky: 1 660 kW

### Výkony
- Cestovní rychlost: 230 km/h
- Maximální rychlost: 280 km/h
- Dolet: 800 km
- Praktický dostup: 5 000 m
- Statický dostup: 3 700 m
- Stoupavost: 9,5-12 m/s

### Výzbroj
- 1× rychlopalný kanón 2А42 ráže 30 mm s palebným průměrem 250 nábojů
- 1× čtyřhlavňový rotační kulomet 9А622 ráže 7,62 mm s palebným průměrem 1800 nábojů
- 4 závěsníky s nosností do 2000 kg
  - 2 x 4 protitankové řízené rakety Šturm
  - 80× neřízené rakety S-8 ráže 80 mm